# 爆發性旋生

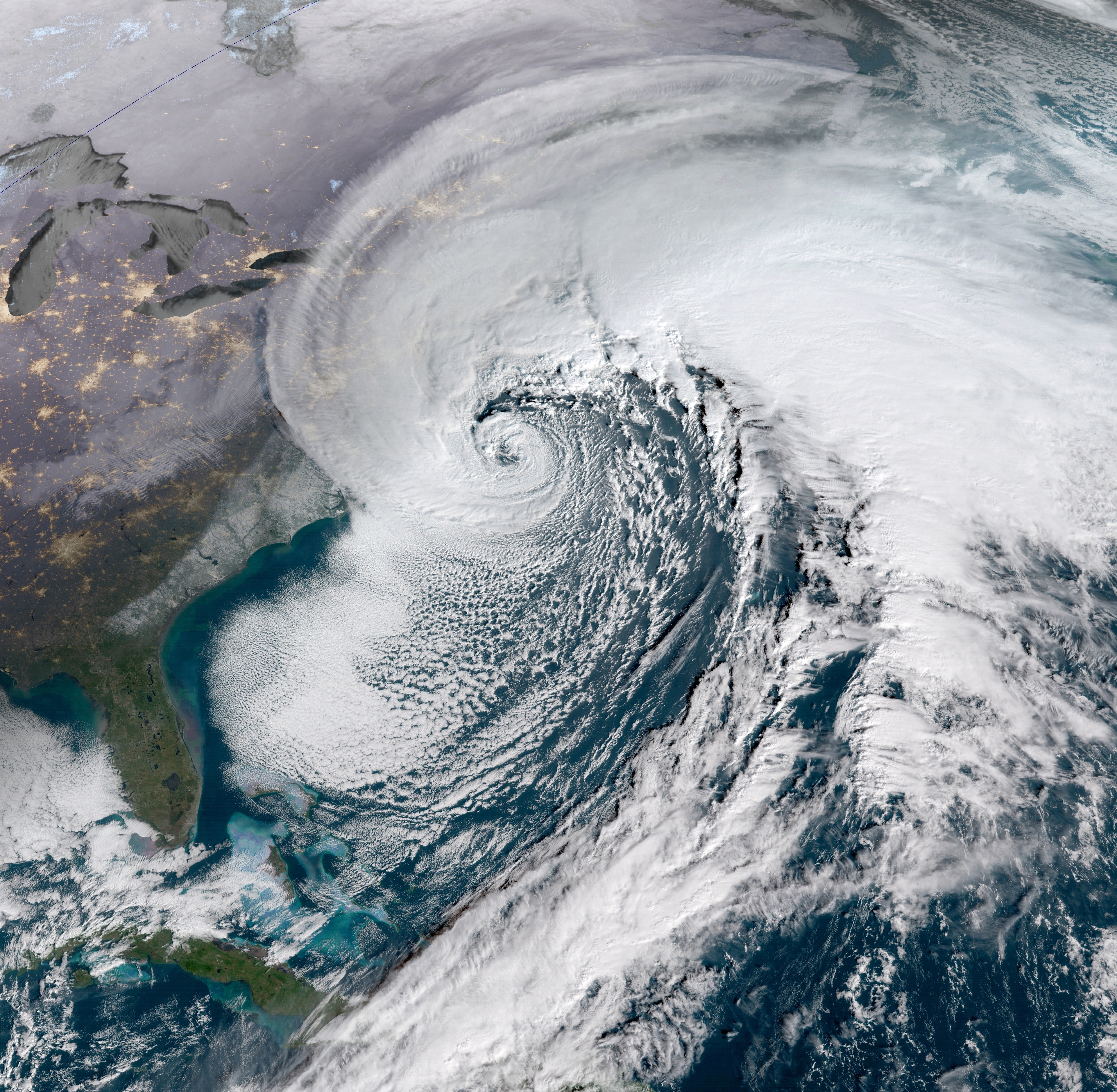
北美炸彈氣旋 （GOES-16衛星攝2018-01-04）

爆發性氣旋（英語：explosive cyclogenesis）又稱炸彈氣旋（bomb cyclone），學術名詞是「驟強暴風雪」（bombogenesis），是指一種溫帶氣旋急剧增強的現象，在增強的過程當中會帶來不亞於熱帶氣旋的破壞力。這個氣象名詞在1980年由麻省理工學院氣象學教授弗雷德里克·桑德斯（Frederick Sanders）所提出，之後氣象界開始針對此種現象進行研究與分析。

## 定義
由於熱帶氣旋的快速發展是正常的，並非所謂的炸彈低壓。炸彈低壓的定義是針對溫帶氣旋在24小時之內中心氣壓下降24百帕以上的溫帶氣旋。

### 形成原因
考慮到科氏力會隨著緯度升高而逐漸增加，即使為相同的壓力梯度，溫帶氣旋的中心風速也相對較弱。每時間下降的壓力（sin φ / sin 60°）可以透過緯度的乘法校正定義（φ=緯度）。例如在秋田市（北緯約40度）以上的天空中，當24百帕×sin(40°)/ sin(60°)= 17.8百帕左右的空氣壓力維持24小時，就會被稱為是炸彈低壓。

### 影響時間
在日本，冬季常受到極地低壓的影響，在每年的2月至3月轉變為溫帶氣旋侵襲，而「炸彈低壓」的影響時間則是落在每年的4月至5月，從日本海北部至日本北部都是「炸彈低壓」的影響區，並以日本東北地方三陸為最常受「炸彈低壓」的侵襲。而在北美地區則是以復活節前後為最常受「炸彈低壓」的影響時間。

### 預報因素
「炸彈低壓」的用法當中並不會在日本氣象廳的天氣預報中出現，而日本氣象廳改以使用「急遽增強的溫帶氣旋」來描述「炸彈低壓」。在民間的天氣報導當中也會使用不同的用法，例如讀賣新聞使用「猛烈低氣壓」以代替「炸彈低壓」的使用。

## 衍生現象
由於炸彈低壓的發展速度過快，常常伴隨暴風、風暴潮等劇烈天氣災害。
在北美洲，炸彈低壓可能與極地渦旋、北極氣團交互影響下，使風暴增強，例如2018年北美暴風雪。
除此之外，還有可能引發地震的P波與S波。